# Ghardimaou
Ghardimaou (arabe : غار الدماء) est une ville du Nord-Ouest de la Tunisie située à 16 kilomètres de la frontière algéro-tunisienne, à 33 kilomètres de Jendouba et à 194 kilomètres de Tunis.
Rattachée administrativement au gouvernorat de Jendouba, elle est le chef-lieu d'une délégation comptant 64 170 habitants en 2014, et constitue, depuis le 14 janvier 1914, une municipalité, comptant 19 495 habitants en 2014.

## Géographie
Située à l'extrémité de l'une des premières lignes ferroviaires construites en Tunisie, la ligne Tunis-Ghardimaou, elle est la dernière ville de la vallée de la Medjerda avant de rejoindre l'Algérie, distante de seize kilomètres. Son territoire est délimité par Fernana au nord, Oued Meliz et Jendouba à l'est, le gouvernorat du Kef au sud et l'Algérie à l'ouest.
|         | Fernana            | Jendouba   |
| Algérie | Ghardimaou         | Oued Meliz |
|         | Gouvernorat du Kef |            |

## Histoire
Historiquement située sur la route reliant Carthage à Hippone, Ghardimaou est proche de l'antique cité de Thuburnica au passé riche, comme en témoignent les inscriptions libyques, numides, puniques, grecques et latines retrouvées par les archéologues ayant œuvré dans la région, dont le docteur Louis Carton. En outre y a été découvert les vestiges d'un temple de Ba'al Hammon.
Pendant la guerre d'Algérie, la ville est une base arrière de l'Armée de libération nationale algérienne, dite « armée des frontières ». De ce fait, de nombreuses personnalités politiques et militaires algériennes ont séjourné dans la ville pendent la guerre, dont les futurs présidents algériens Ahmed Ben Bella et Houari Boumédiène.

## Économie
Située au centre d'une plaine fertile, l'économie de la région est historiquement liée à l'agriculture, soit entre autres les cultures maraîchères, l'élevage et l'arboriculture, mais le développement urbain a aussi stimulé les secteurs des services et du commerce. La région est également réputée pour l'écotourisme, en particulier dans le parc national d'El Feija.

## Patrimoine

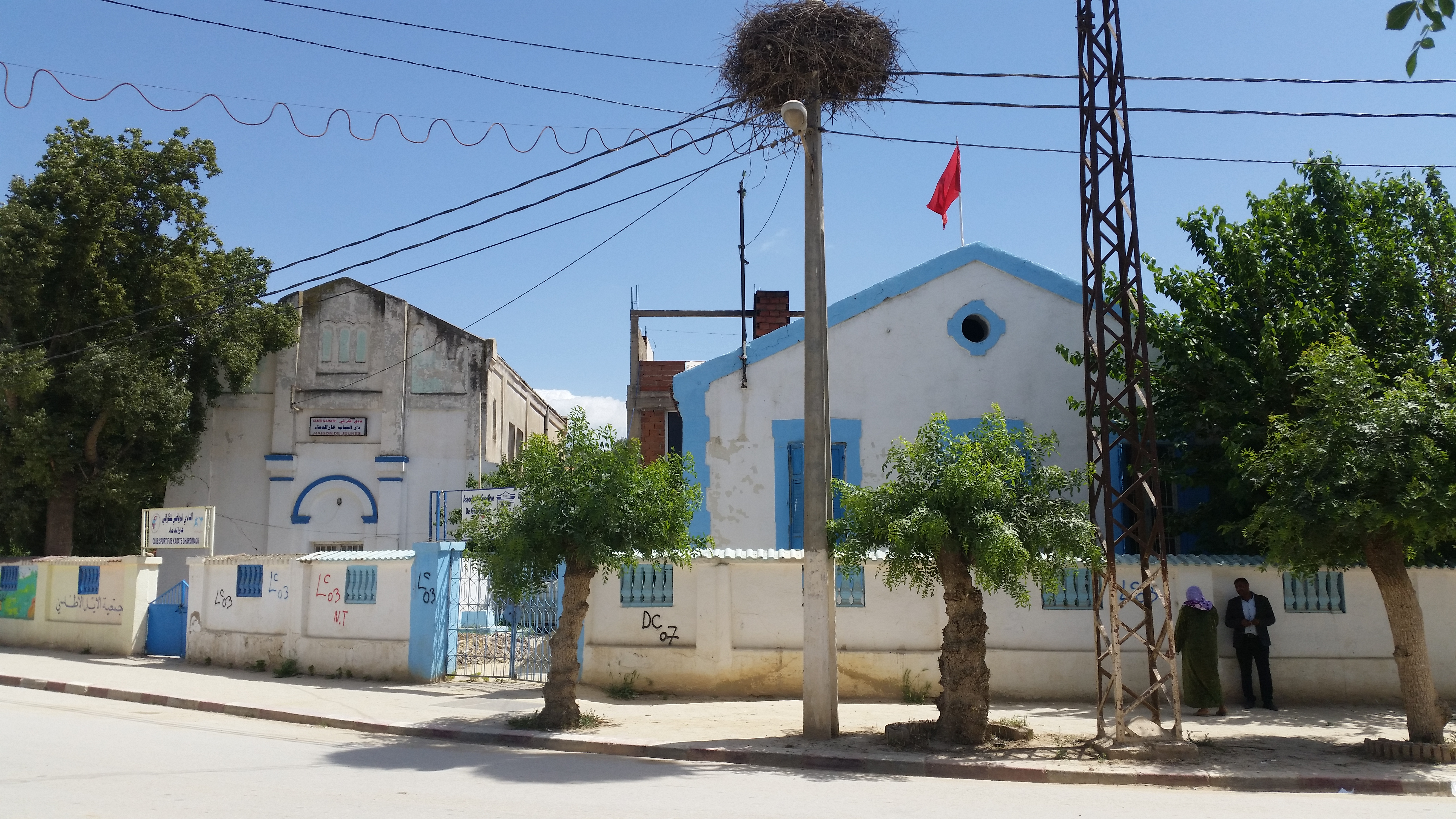
Vue de l'église de Ghardimaou.

Le musée de la mémoire commune tuniso-algérienne retrace le combat national pour l'indépendance des deux pays depuis son inauguration en 2005.
L'église du Sacré-Cœur de Ghardimaou est construite en 1904.